# Оотека

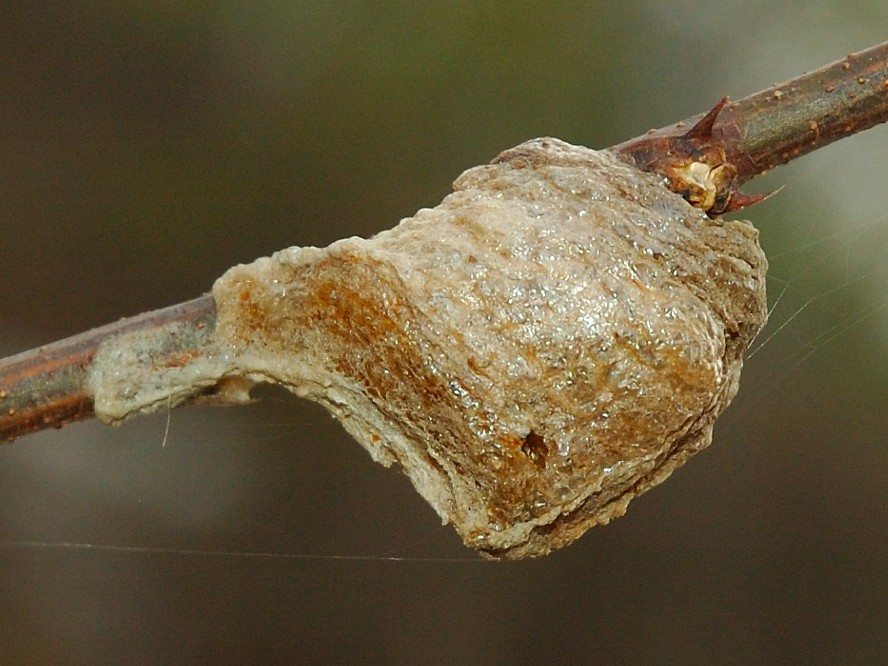
Оотека богомола

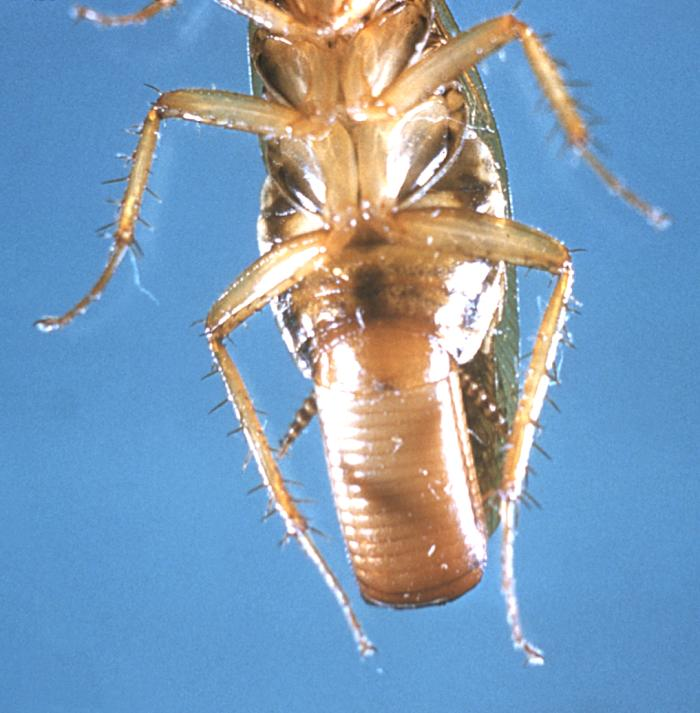
Самка таракана (Blatella germanica) с оотекой

Ооте́ка (от др.-греч. ᾠόν «яйцо» + θήκη «хранилище») — форма откладки яиц у некоторых моллюсков и насекомых отряда тараканообразных. Представляет собой уложенные в горизонтальном положении в два или более рядов яйца, залитые застывшим пенистым белковым материалом так, что получается капсула. Оотеки очень устойчивы к внешним воздействиям: так, у синантропных видов тараканов они могут выдерживать отрицательные температуры и воздействие ядохимикатов в течение длительного времени.
Самки некоторых насекомых носят оотеку в себе до самого момента отрождения потомства (например, такие виды, как мадагаскарский таракан или мраморный таракан), другие виды сбрасывают оотеку задолго до отрождения (например, чёрный таракан).